# Diaconicon

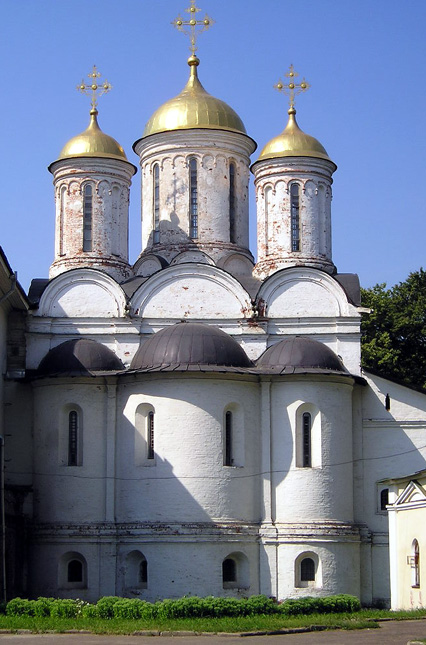
Il triplice abside di una chiesa ortodossa. L'altar è nella più grande abside centrale, la prothesis nell'abside di destra, e il diaconicon in quella di sinistra.

Il diaconicon (in greco Διακονικόν?, diakonikon) o diaconico è, nella chiesa ortodossa orientale e in quella cattolica orientale, il nome dato al locale posto a sud dell'abside centrale della chiesa (presbiterio), dove vengono custoditi i paramenti sacri, messali, ecc, usati per l'officiazione della liturgia sacra (gli oggetti sacri vengono invece tenuti nella prothesis, posta a nord del presbiterio).

## Descrizione
Il diaconicon contiene il thalassidion, un lavacro che sfocia in un posto onorevole in cui possono essere versati i liquidi come l'acqua utilizzata per lavare gli oggetti sacri, e dove il clero può lavarsi le mani prima di officiare la Divina liturgia. Il diaconicon di solito ha armadi o cassetti, dove vengono poste le vesti e i paramenti della chiesa (paliotto). Qui verranno conservati anche il carbone e un recipiente per il riscaldamento, zeon, dell'acqua bollente che si riversa nel calice prima della comunione, asciugamani e altri oggetti necessari.
Soltanto i vescovi o i presbiteri possono sedere nel presbiterio; comunque, diaconi e coloro che servono da ausilio alla funzione, possono prendere posto nel diaconicon quando il loro ausilio non è necessario. Poiché il diaconicon è ubicato nei pressi dell'Iconostasi è considerato un luogo sacro, e solo coloro che hanno il compito specifico di svolgere compiti liturgico dovrebbe entrarvi, e le normative riguardanti l'ingresso nel presbiterio vengono applicate anche qui.
Durante il regno di Giustino II (565 - 574), a seguito di un mutamento nella liturgia, il diaconicon e la prothesis vennero ubicate in absidi separate da quella centrale o presbiterio. In precedenza esisteva una sola abside.
Nelle chiese della Siria centrale, in data di poco precedente, il diaconicon era rettangolare, le absidi laterali a Kalat-Seman sono state aggiunte in un secondo momento.